# El hombre que mató a Durruti
El hombre que mató a Durruti es una novela de Pedro de Paz prologada por Lorenzo Silva. Editada por Germanía. Fue galardonada con el Premio de Novela Corta José Saramago en el año 2003.

## Sinopsis
El comandante Fernández Durán y su ayudante el teniente Alcázar son enviados al frente de Madrid durante la guerra civil española, para investigar la muerte del líder anarquista Buenaventura Durruti, aparentemente alcanzado por un disparo efectuado por un soldado franquista durante una escaramuza en el frente; pero existen otras versiones de los hechos, que el comandante Durán deberá investigar.